# Università di Tartu
L'Università di Tartu (in estone Tartu Ülikool, in latino Universitas Tartuensis) è l'ateneo della città di Tartu, in Estonia. Considerata dagli estoni l'università nazionale, è stata fondata nel 1632 dal re di Svezia Gustavo Adolfo II.
Nel corso della sua storia è stata anche indicata come  Universität Dorpat (in tedesco, dal nome tedesco della città: Dorpat), Academia Gustaviana, Università di Jur'ev (dall'antico nome russo della città) e Тартуский университет (in russo: Tartuskij Universitet).
Fa parte del Gruppo di Coimbra.

## Storia
L'Accademia Gustaviana, sorta in quella che allora era la provincia svedese della Livonia svedese, fu la seconda università dell'Impero svedese, seguendo l'Università di Uppsala (in Svezia) e precedendo quella di Turku (in Finlandia). L'ateneo fu preceduto dal Gymnasium Dorpatense, la scuola dei Gesuiti fondata nel 1583 dal re di Polonia Stefan Batory. Chiusa nel 1710, dopo esser stata per qualche anno trasferita a Pärnu, la scuola fu riaperta nel 1802 dai tedeschi del Baltico, sostenuta dallo zar Alessandro I (nel frattempo la Livonia era passata sotto il controllo dell'Impero russo).
Dal 1802 al 1893 lingua d'istruzione a Tartu, chiamata allora prevalentemente con il suo nome tedesco Dorpat, fu il tedesco; sebbene finanziariamente e amministrativamente subalterna rispetto alle istituzioni accademiche di lingua russa, quelle tedesche erano prominenti dal punto di vista intellettuale (metà dei docenti provenivano dalla Germania e un altro terzo era composto di Tedeschi del Baltico). Quella di Dorpat era l'undicesima università tedesca per dimensioni, sulla trentina esistenti in totale entro e fuori dai confini dell'Impero tedesco. L'università educava l'élite politica e professionale, prevalentemente germanofona, dell'area, bacino di quadri amministrativi per l'intero Impero russo. In questo periodo tra gli allievi si può menzionare il pittore Michail Ivanovič Lebedev. Ateneo di prestigio internazionale, ricorda il ventennio 1860-1880 come la propria età dell'oro.
La libertà concessa a un'università mezzo tedesca si interruppe quando nell'Impero russo si imposero le tendenze centraliste: tra il 1882 e il 1898 venne imposta la russificazione di quasi tutte le istituzioni accademiche. Nel 1898, quando la città fu ribattezzata "Jur'ev", la presenza tedesca venne quasi azzerata. L'ateneo sopravvisse come "Università di Jur'ev" fino al 1918, quando la città fu occupata dalla Germania e riassunse il nome di Dorpat. L'università fu riaperta (ora come "Università di Dorpat") e il corpo accademico e studentesco russo riparò a Voronež, dove diedero vita all'Università Statale di Voronež.
In seguito alla conquista dell'indipendenza dell'Estonia, nel 1919 l'università divenne un'istituzione estone. Dopo la prima, breve occupazione sovietica del 1940 (conseguente al Patto Molotov-Ribbentrop), nel 1941 Tartu tornò sotto il controllo della Germania nazista, che ripristinò per la città e per la sua università il nome di "Dorpat". Nel 1944 la definitiva occupazione sovietica delle repubbliche baltiche da parte dell'Unione sovietica sancì la sottomissione al potere comunista dell'ateneo fino al 1991. Durante il periodo sovietico la lingua primaria dell'insegnamento rimase l'estone, anche se alcuni corsi erano tenuti in russo. I percorsi accademici furono però uniformati a quelli dell'Unione sovietica, e tracce di questa caratteristica sono rintracciabili ancora oggi. Il pieno ritorno all'autonomia accademica dell'università risale al 1992, l'anno successivo alla riconquista dell'indipendenza da parte dell'Estonia.
Nell'ultimo decennio l'ateneo ha visto ampi rinnovamenti organizzativi e strutturali, conseguenza della scelta di uniformarsi a modelli universitari "occidentali" (statunitensi, scandinavi e tedeschi) al posto di quelli ereditati dal passato tedesco-baltico e sovietico. Recentemente si è conformata, come tutto il sistema accademico estone, al Processo di Bologna, sia pure con adattamenti locali che prevedono, per ora come progetto, l'abolizione (sul modello americano) di cattedre e facoltà e la loro sostituzione con quattro grandi aree (Studi umanistici, Scienze sociali, Scienze naturali e Medicina).